# ستانيسلاف ريزنيكوف
ستانيسلاف ريزنيكوف (بالروسية: Резников, Станислав Викторович)‏ هو لاعب كرة قدم روسي في مركز الوسط، ولد في 8 أبريل 1986 في نوفوروسيسك في روسيا. لعب مع بالتيكا كالينينغراد وشينيك ياروسلافل ولوخ إينيرجيا فلاديفوستوك ونادي ساتورن رامنسكوي.